# Wilhelm Scherthanner
Wilhelm Scherthanner (* 31. Jänner 1882 in Salzburg; † 21. Februar 1951 ebenda) war ein österreichischer Politiker (CSP), Schriftsetzer und Korrektor. Er war von 1918 bis 1927 Abgeordneter zum Salzburger Landtag, von 1922 bis 1927 Erster Landtagspräsident-Stellvertreter und von 1918 bis 1922 Landesrat in der Salzburger Landesregierung.  

## Ausbildung und Beruf
Scherthanner besuchte die Volksschule und absolvierte danach ab 1896 eine Lehre als Schriftsetzer in der Druckerei des „Salzburger Preßvereines“. Er war in der Folge als Korrektor in der Salzburger Druckerei beschäftigt, wobei er zwischen 1915 und 1918 seinen Militärdienst im Ersten Weltkrieg leistete. 

## Politik und Funktionen
Scherthanner engagierte sich zwischen 1906 und 1912 als Obmann des Christlichsozialen Arbeitervereines und Landesvertrauensmann der Christlichen Gewerkschaften. Er gehörte als Mitglied zwischen dem 3. November 1918 und dem 21. April 1919 dem Provisorischen Landesausschuss an und wurde am 23. April 1919 auch als Abgeordneter des regulären Landtags angelobt. Er gehörte bis zum 3. Mai 1927 als Abgeordneter dem Landtag an und wirkte zudem von 4. Mai 1922 bis zum 3. Mai 1927 als Erster Landtagspräsident-Stellvertreter. Des Weiteren hatte er innerhalb des Landtagsklubs der Christlichsozialen Partei von 1922 bis 1927 die Funktion des stellvertretenden Klubobmanns inne. 
Neben seiner Zugehörigkeit zum Salzburger Landtag war Scherthanner vom 7. November 1918 bis zum 16. Dezember 1921 auch Landesrat in der Salzburger Landesregierung. Zwischen dem 10. Jänner 1922 und dem 4. Mai 1922 war er erneut Landesrat und Mitglied der Salzburger Landesregierung. Scherthanner war innerparteilich zudem 1918 als stellvertretender Landesparteiobmann der Salzburger Christlichsozialen aktiv. 1944 wurde er aus politischen Gründen von den Nationalsozialisten inhaftiert.